# 保平线路所
院山线路所是位于达成铁路、成渝铁路上的一座线路所，连接成都东环线的联络线在此分出。线路所控制室位于四川省成都市成华区青龙街道致兴路。线路所现由中国铁路成都局集团成都北站管辖，不办理客货运业务，仅作列车跨线使用。

## 站场设施
线路所为东西走向，现有道岔3组，安全线1条。线路所衔接各向线路均已电气化且均为复线（以复线形式行车，但在系统中实为双单线：东向列车运行于成渝线，西向列车运行于达成线，自成渝线引出的联络线称成渝东环联络线，汇入达成线的联络线称达成东环联络线）。线路所控制室位于岔区西北，距离较远。